# Nippon Steel
Nippon Steel este o companie japoneză formată în 1970 și al doilea mare producător mondial de oțel.